# Kabushiki Gaisha Magilumiere
Kabushiki Gaisha Magilumiere (株式会社マジルミエ Kabushiki Gaisha Majirumie?), también conocida como Magilumiere Co. Ltd. en inglés, es una serie de manga japonés escrito por Sekka Iwata e ilustrado por Yu Aoki. Se serializó en el sitio web de manga Shōnen Jump+ de Shūeisha desde el 20 de octubre de 2021 hasta el 9 de julio de 2025, y hasta el momento se ha recopilado en diecisiete volúmenes tankōbon.
Una adaptación televisiva de la serie de anime producida por Moe y J.C.Staff se emitió de octubre a diciembre de 2024. Una segunda temporada se estrenará en 2026.

## Argumento
La historia se desarrolla en un mundo donde ser una chica mágica es una profesión popular que implica exterminar a unas misteriosas criaturas llamadas Kaii (怪異). La recién graduada universitaria Kana Sakuragi, que tiene dificultades para buscar trabajo, es capaz de poner en práctica su excelente memoria y ayuda a la chica mágica Hitomi Koshigaya a exterminar a un Kaii en caso de emergencia. Feliz de haber sido finalmente útil, Sakuragi termina convirtiéndose en la segunda chica mágica de Magilumiere, la empresa emergente de chicas mágicas en la que trabaja Koshigaya. Además del prodigio Koshigaya, Magilumiere está compuesta por su presidente Kouji Shigemoto, un hombre de mediana edad que se viste como una chica mágica, Kaede Midorikawa, que trata con los clientes, y el ingeniero mágico Kazuo Nikoyama.

## Personajes
Kana Sakuragi (桜木 カナ Sakuragi Kana?)
 Seiyū: Fairouz Ai, Lucía Suárez (español latino)
Hitomi Koshigaya (越谷 仁美 Koshigaya Hitomi?)
 Seiyū: Yumiri Hanamori, Alexia Lamar (español latino)
Kouji Shigemoto (重本 浩司 Shigemoto Kōji?)
 Seiyū: Rikiya Koyama, Aldo Ramírez (español latino)
Kaede Midorikawa (翠川 楓 Midorikawa Kaede?)
 Seiyū: Ryōta Ōsaka, Erick Padilla (español latino)
Kazuo Nikoyama (二子山 和央 Nikoyama Kazuo?)
 Seiyū: Daiki Yamashita, Rubén Quezada (español latino)
Mei Tsuchiba (土刃 メイ Tsuchiba Mei?)
 Seiyū: Chika Anzai, Denisse de la Fuente (español latino)
Kei Koga (古賀 圭 Koga Kei?)
 Seiyū: Akira Ishida, Jesse Torres (español latino)
Lily Aoi (葵 リリー Aoi Rirī?)
 Seiyū: Kaori Ishihara
Miyako Asō (麻生 美弥子 Asō Miyako?)
 Seiyū: Kikuko Inoue

## Contenido de la obra

### Manga
Kabushiki Gaisha Magilumiere es escrito por Sekka Iwata e ilustrado por Yu Aoki. La serie se serializó en el sitio web de manga Shōnen Jump+ de Shūeisha desde el 20 de octubre de 2021 hasta el 9 de julio de 2025. Shūeisha recopila sus capítulos individuales en volúmenes tankōbon. El primer volumen se publicó el 4 de febrero de 2022, y hasta el momento se han lanzado diecisiete volúmenes.
El servicio Manga Plus de Shūeisha está publicando la serie en inglés digitalmente.

#### Lista de volúmenes
| Volúmenes de manga publicados | Volúmenes de manga publicados | Volúmenes de manga publicados |
| Número                        | Fecha de publicación          | ISBN                          |
| ----------------------------- | ----------------------------- | ----------------------------- |
| 1                             | 4 de febrero de 2022          | ISBN 978-4-08-883028-5        |
| 2                             | 2 de mayo de 2022             | ISBN 978-4-08-883133-6        |
| 3                             | 4 de julio de 2022            | ISBN 978-4-08-883219-7        |
| 4                             | 2 de septiembre de 2022       | ISBN 978-4-08-883243-2        |
| 5                             | 4 de noviembre de 2022        | ISBN 978-4-08-883330-9        |
| 6                             | 3 de febrero de 2023          | ISBN 978-4-08-883481-8        |
| 7                             | 2 de mayo de 2023             | ISBN 978-4-08-883540-2        |
| 8                             | 4 de agosto de 2023           | ISBN 978-4-08-883679-9        |
| 9                             | 4 de octubre de 2023          | ISBN 978-4-08-883734-5        |
| 10                            | 4 de diciembre de 2023        | ISBN 978-4-08-883735-2        |
| 11                            | 4 de abril de 2024            | ISBN 978-4-08-884003-1        |
| 12                            | 4 de junio de 2024            | ISBN 978-4-08-884058-1        |
| 13                            | 4 de septiembre de 2024       | ISBN 978-4-08-884201-1        |
| 14                            | 4 de octubre de 2024          | ISBN 978-4-08-884230-1        |
| 15                            | 4 de enero de 2025            | ISBN 978-4-08-884293-6        |
| 16                            | 4 de abril de 2025            | ISBN 978-4-08-884549-4        |
| 17                            | 4 de junio de 2025            | ISBN 978-4-08-884641-5        |
| 18                            | 4 de septiembre de 2025       | ISBN 978-4-08-884736-8        |

### Anime
El 29 de noviembre de 2023 se anunció una adaptación de la serie de televisión de anime. Fue producida por Moe y J.C.Staff y dirigida por Masahiro Hiraoka, con guiones escritos por Shingo Nagai, diseños de personajes a cargo de Hidehiro Asama y música compuesta por Makoto Miyazaki. La serie se estrenó el 4 de octubre de 2024 en el bloque de programación "Friday Anime Night" de Nippon TV y sus afiliados. El tema de apertura, "Order Made", es interpretado por Mafumafu, mientras que el tema final es "Workout" interpretado por syudou. Amazon Prime Video obtuvo la licencia mundial de la serie.
Tras la emisión del episodio final, se anunció una segunda temporada. Su estreno está previsto para 2026.
El 27 de febrero de 2025, la serie tuvieron un doblaje tanto en español latino, el cual fue estrenado por Prime Video.

## Recepción
Masaki Endo de Tsutaya News sintió que la serie era única entre las obras del género de chicas mágicas; Endo también elogió el equilibrio entre la fantasía y la realidad. Makoto Kitani de Da Vinci elogió los elementos cómicos de la historia y la obra de arte; Kitani también sintió que la historia era única entre las obras de chicas mágicas. Steven Blackburn de Screen Rant elogió la serie y disfrutó particularmente de los momentos cómicos. También señaló que la serie funcionó bien como una sátira de Sailor Moon.
La serie fue nominada para el Next Manga Award de 2022 en la categoría de manga web, y ocupó el tercer lugar entre 50 nominados.